# لويز لينتون
لويز لينتون (بالإنجليزية: Louise Linton)‏ هي ممثلة بريطانية، ولدت في 21 ديسمبر 1980 بإدنبرة في المملكة المتحدة.

## أعمال

### أفلام
- (2016) حمى المقصورة[5]

## وصلات خارجية
- لويز لينتون على موقع IMDb (الإنجليزية)
- لويز لينتون على موقع قاعدة بيانات الفيلم (الإنجليزية)